# Prise du fort de Schenkenschanz

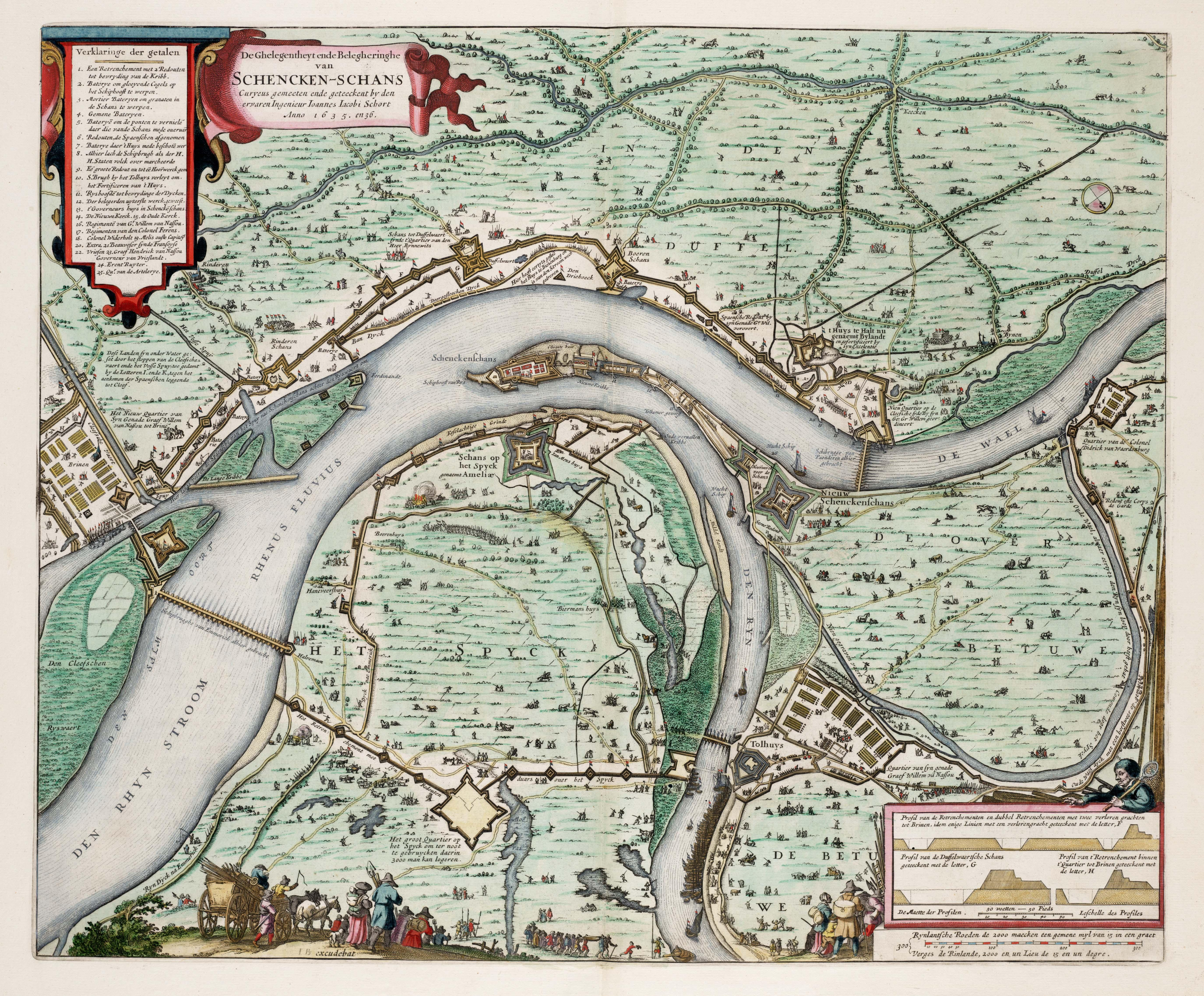
Siège du fort de Schenk.

La forteresse de Schenk (Schenkenschanz) est prise par surprise le 28 juillet 1635 par les troupes espagnoles du colonel Adolf van Eyndhouts (nl) pour le cardinal-infant, gouverneur des Pays-Bas. Le siège du fort de Schenk est commencé en juillet 1635 par les troupes du comte Guillaume de Nassau et se termine le 30 avril 1636 par la prise de la forteresse, après une interruption due aux rigueurs de l'hiver. La place, réputée imprenable, contrôlait le passage entre le duché de Clèves en Allemagne et les Pays-Bas.

## Sources
- Jan Baptiste Christyn, Les délices des Pays-Bas, vol. 4, J.F. Bassompierre, père, 1769 (présentation en ligne).
- Henri Sacchi, La guerre de trente ans : L'Empire supplicié, vol. 2, Éditions L'Harmattan, 2003, 555 p. (ISBN 2-7475-2301-2, présentation en ligne).